# Faronta punctilinea
Faronta punctilinea là một loài bướm đêm trong họ Noctuidae.